# ZNF524
ZNF524 (англ. Zinc finger protein 524) – білок, який кодується однойменним геном, розташованим у людей на довгому плечі 19-ї хромосоми. Довжина поліпептидного ланцюга білка становить 264 амінокислот, а молекулярна маса — 28 709.
| 10         |  | 20         |  | 30         |  | 40         |  | 50         |
| ---------- |  | ---------- |  | ---------- |  | ---------- |  | ---------- |
| MDTPSPDPLP |  | SPLPGEEEKP |  | LALSPPVPRG |  | RRGRRPGGAT |  | SSNRTLKASL |
| PRKRGRPPKS |  | GQEPPLVQVQ |  | GVTAPVGSSG |  | GSDLLLIDDQ |  | GVPYTVSEGS |
| AAGPEGSGPR |  | KAPHFCPVCL |  | RAFPYLSDLE |  | RHSISHSELK |  | PHQCKVCGKT |
| FKRSSHLRRH |  | CNIHAGLRPF |  | RCPLCPRRFR |  | EAGELAHHHR |  | VHSGERPYQC |
| PICRLRFTEA |  | NTLRRHAKRK |  | HPEAMGVPLC |  | APDPGSEPPW |  | DEEGIPATAG |
| AEEEEETEGK |  | GEPA       |  |            |  |            |  |            |

A: Аланін

C: Цистеїн

D: Аспарагінова кислота

E: Глутамінова кислота

F: Фенілаланін

G: Гліцин

H: Гістидин

I: Ізолейцин

K: Лізин

L: Лейцин

M: Метіонін

N: Аспарагін

P: Пролін

Q: Глутамін

R: Аргінін

S: Серин

T: Треонін

V: Валін

W: Триптофан

Задіяний у таких біологічних процесах, як транскрипція, регуляція транскрипції. 
Білок має сайт для зв'язування з іонами металів, іоном цинку, ДНК. 
Локалізований у ядрі.